# Избасарова, Гульзада Рахманбердиевна
Гульзада Рахманбердиевна Избасарова (каз. Гүлзада Рахманбердіқызы Ізбасарова; род. 15 января 1946, Талас, Таласская область, Киргизская ССР, СССР) — советский и казахстанский учёный, кандидат медицинских наук (2002), заслуженный работник Казахстана (2005), Лауреат Государственной премии РК (2005).

## Биография
В 1969 году окончила Алматинский государственный медицинский институт (АГМИ, ныне Казахский национальный медицинский университет — КазНМУ). В 1977—1982 годах — заместитель главного врача по лечебной работе 1-й и 4-й городской клинической больницы, с 1985 года заместитель главного врача по лечебной работе в Центральной клинической больнице Медицинского центра Управления делами Президента РК.
Основные труды в области реформирования и совершенствования системы оказания медицинской помощи на основе разработки и внедрения новых высокоэффективных технологий в рыночных условиях.
Награждена орденом «Курмет» (2003). Постановлением Правительства от 16.11.2005 № 1131 «О присуждении Государственных премий Республики Казахстан 2005 года в области науки, техники и образования» в составе коллектива авторов за труд «Модель реформирования и совершенствования системы оказания медицинской помощи на основе разработки и внедрения новых высокоэффективных технологий в рыночных условиях» награждена Государственной премией РК в области науки, техники и образования (2005).